# Lázaro Cárdenas del Río, Pijijiapan
Lázaro Cárdenas del Río är en ort i Mexiko.   Den ligger i kommunen Pijijiapan och delstaten Chiapas, i den sydöstra delen av landet, 700 km sydost om huvudstaden Mexico City. Lázaro Cárdenas del Río ligger 10 meter över havet och antalet invånare är 315.
Terrängen runt Lázaro Cárdenas del Río är platt. En vik av havet är nära Lázaro Cárdenas del Río åt sydväst. Runt Lázaro Cárdenas del Río är det ganska glesbefolkat, med 28 invånare per kvadratkilometer. Närmaste större samhälle är Pijijiapan, 16,9 km öster om Lázaro Cárdenas del Río. Omgivningarna runt Lázaro Cárdenas del Río är en mosaik av jordbruksmark och naturlig växtlighet.